# Ofelia Zepeda
Ofelia Zepeda (Stanfield, 1954) é uma poeta, preservacionista e linguista estadunidense do povo Tohono Oʼodham. Fundou, com outros intelectuais, o American Indian Language Development Institute, e é a autora da primeira língua do povo Tohono Oʼodham. É professora da Universidade do Arizona. Recebeu, em 1999, uma Bolsa McArthur.
Sua poesia trata frequentemente de questões linguísticas, das tradições de seu povo e suas experiências na contemporaneidade.